# Syrien i olympiska spelen
Syrien deltog för första gången i de olympiska spelen 1948 i London. De missade sedan de fyra efterkommande spelen, men återkom till spelen 1968 i Mexico City. De har därefter deltagit i alla olympiska sommarspel utom 1976 i Montréal. De har aldrig deltagit i de olympiska vinterspelen.
Syrien har vunnit totalt tre medaljer i tre olika sporter.

## Medaljer
| Guld | Silver | Brons | Totalt antal medaljer |
| ---- | ------ | ----- | --------------------- |
| 1    | 1      | 2     | 4                     |

### Medaljer efter sommarspel
| Spel                                    | Guld        | Silver      | Brons       | Totalt      |
| London 1948                             | 0           | 0           | 0           | 0           |
| Helsingfors 1952                        | Deltog inte | Deltog inte | Deltog inte | Deltog inte |
| Melbourne 1956 (ryttarspel i Stockholm) | Deltog inte | Deltog inte | Deltog inte | Deltog inte |
| Rom 1960                                | Deltog inte | Deltog inte | Deltog inte | Deltog inte |
| Tokyo 1964                              | Deltog inte | Deltog inte | Deltog inte | Deltog inte |
| Mexico City 1968                        | 0           | 0           | 0           | 0           |
| München 1972                            | 0           | 0           | 0           | 0           |
| Montréal 1976                           | Deltog inte | Deltog inte | Deltog inte | Deltog inte |
| Moskva 1980                             | 0           | 0           | 0           | 0           |
| Los Angeles 1984                        | 0           | 1           | 0           | 1           |
| Seoul 1988                              | 0           | 0           | 0           | 0           |
| Barcelona 1992                          | 0           | 0           | 0           | 0           |
| Atlanta 1996                            | 1           | 0           | 0           | 1           |
| Sydney 2000                             | 0           | 0           | 0           | 0           |
| Aten 2004                               | 0           | 0           | 1           | 1           |
| Peking 2008                             | 0           | 0           | 0           | 0           |
| London 2012                             | 0           | 0           | 0           | 0           |
| Tokyo 2020                              | 0           | 0           | 1           | 1           |
| Totalt                                  | 1           | 1           | 2           | 4           |

### Medaljer efter sommarsporter
| Sport     | Guld | Silver | Brons | Totalt |
| Friidrott | 1    | 0      | 0     | 1      |
| Brottning | 0    | 1      | 0     | 1      |
| Boxning   | 0    | 0      | 1     | 1      |
| Totalt    | 1    | 1      | 1     | 3      |